# Noel Langley
Noel Langley (25 de diciembre de 1911-4 de noviembre de 1980) fue un escritor y guionista estadounidense. 
Bajo contrato desde el principio de la carrera con el MGM se distinguió por su trabajo en fase de guion de la película El mago de Oz. Como guionista trabajó en muchas películas, entre estos va recordado El esclavo del oro. 
Además de la carrera cinematográfica también fue activo en ámbito teatral, escribiendo y dirigiendo personalmente algunas comedias y algunos musical, también fue escritor de novelas, publicó de ello acerca de una veintena, y de cuentos por el Saturday Evening Post.
- Datos: Q1163080